# Sneagovo, Dobrici
Sneagovo (în bulgară Снягово, în română Caraaci) este un sat în comuna Gheneral-Toșevo, regiunea Dobrici, Dobrogea de Sud, Bulgaria. 
Între anii 1913-1940 a făcut parte din plasa Casim a județului Caliacra, România. 

## Demografie
Componența etnică a satului Sneagovo
     Turci (75,13%)
     Bulgari (4,32%)
     Romi (5,94%)
     Nicio identificare (14,59%)
La recensământul din 2011, populația satului Sneagovo era de 185 locuitori. Din punct de vedere etnic, majoritatea locuitorilor (75,13%) erau turci, existând și minorități de romi (5,94%) și bulgari (4,32%). Pentru 14,59% din locuitori nu este cunoscută apartenența etnică.